# Phil Palmer
Pour les articles homonymes, voir Palmer.
Philip Phil John Palmer, né le 9 septembre 1952 à Londres, Angleterre est un guitariste anglais.

## Biographie
Palmer a joué pour de nombreux artistes tels que Lucio Battisti (album Una giornata uggiosa, 1980), Iggy Pop pour son premier contrat pro, The Kinks pour sa toute première expérience, the Pet Shop Boys, Wishbone Ash (1986), Joan Armatrading, Eric Clapton, Roger Daltrey, Thomas Anders (1989), Bob Dylan, Tina Turner, Dire Straits (1992 tour), Pete Townshend (1993 et 2000), Paola & Chiara (1997), Chris de Burgh, Bryan Adams, Johnny Hallyday, David Knopfler, David Gilmour, George Michael, Murray Head, Renato Zero, Claudio Baglioni, Massimo Di Cataldo, Melanie C, Robbie Williams et David Sylvian. Il a également travaillé avec le producteur Trevor Horn. En 1986, il est musicien de studio pour Alphaville sur l'album Afternoons in Utopia.
Il a co-écrit I'm No Angel, enregistré séparément par Bill Medley et le Gregg Allman Band.
En 1993, Palmer forme un groupe appelé Spin 1ne 2wo, avec Paul Carrack (chant et claviers), Steve Ferrone (batterie), Rupert Hine (producteur, claviers) et Tony Levin (basse). Ils ont sorti un album, un projet éponyme, composé de reprises de rock classique comprenant des chansons de Jimi Hendrix, The Who, Led Zeppelin, Blind Faith, Steely Dan et Bob Dylan.
Palmer était le directeur musical et a joué avec de nombreux artistes (The Strat Pack) lors de la célébration du 50e anniversaire de la guitare Fender Stratocaster qui s'est tenue en 2004 à la Wembley Arena de Londres. Il s'est produit en 2002 en tant que membre du groupe d'accompagnement lors du concert rock du 50e anniversaire de la reine au palais de Buckingham, "Party at the Palace".
Selon lui-même, il est apparu sur plus de 500 albums et plus de 5000 chansons.

## Famille
Ses oncles sont Ray et Dave Davies du groupe The Kinks. Il est apparu sur scène avec eux au White City Stadium, quelques minutes avant l'hospitalisation de Ray en raison d'une overdose de drogue.
Il a épousé la chanteuse italienne et personnalité de la télévision Numa Palmer en janvier 2012. La mégastar de la pop italienne Renato Zero était le témoin de Palmer pour la cérémonie à Rome. Palmer et sa femme sont impliqués dans plusieurs projets humanitaires, notamment avec l'UNICEF.

## Collaborations
With Iggy Pop
- Nightclubbing (RCA, 1977)

With Murray Head
- Shade (Mercury Records, 1983)[1]
- Restless (Virgin Records, 1984)[2]
- Sooner or Later (Virgin Records, 1987)[3]
- Pipe Dreams (Voiceprint Records, 1995)[4]
- Rien n'est écrit (Sony, 2009)[5]

With Robbie Williams
- Sing When You're Winning (Chrysalis Records, 2000)[6]
- Escapology (EMI, 2002)[7]
- Reality Killed the Video Star (Virgin Records, 2009)[8]

With Juanes
- P.A.R.C.E. (Universal Music, 2010)[9]

With Joan Armatrading
- To the Limit (A&M Records, 1978)[10]
- The Shouting Stage (A&M Records, 1988)

With Seal
- Soul 2 (Reprise Records, 2011)[11]
- 7 (Warner Bros. Records, 2015)[12]

With Steve Harley
- The Candidate (EMI, 1979)

With Sheena Easton
- Take My Time (EMI, 1981)
- You Could Have Been with Me (EMI, 1981)
- Madness, Money & Music (EMI, 1982)
- My Cherie (MCA Records, 1995)

Avec Dire Straits
- On Every Street (Vertigo Records, 1991) - En plus de jouer sur l'album Phil a aussi accompagné le groupe en tournée en 1991-92.
- On the Night (Vertigo Records, 1993) - Cet album live a été enregistré durant la tournée de l'album précédent.

With Bryan Adams
- 18 til I Die (A&M Records, 1996)

With Cliff Richard
- Cliff at Christmas (EMI, 2003)

With Howard Jones
- Dream into Action (Elektra Records, 1985)
- One to One (Elektra Records, 1986)
- Cross That Line (Elektra Records, 1989)

With Duncan James
- Future Past (Innocent Records, 2006)

With Sam Brown
- Stop! (A&M Records, 1988)

With Skin
- Fleshwounds (EMI, 2003)

With George Michael
- Listen Without Prejudice Vol. 1 (Columbia Records, 1990)
- Songs from the Last Century (Virgin Records, 1999)[13]
- Patience (Epic Records, 2004)

With Delta Goodrem
- Mistaken Identity (Epic Records, 2004)[14]

With Eric Clapton
- Journeyman (Reprise Records, 1989)

With Céline Dion
- Unison (Columbia Records, 1990)[15]

With Katey Sagal
- Well... (Virgin Records, 1994)

With Olly Murs
- Olly Murs (Epic Records, 2010)

With Jennifer Rush
- Credo (EMI, 1997)

With Thomas Anders
- Different (Teldec, 1989)

With Tina Turner
- Foreign Affair (Capitol Records, 1989)
- Twenty Four Seven (Parlophone Records, 1999)

With Amii Stewart
- Time for Fantasy (RCA Victor, 1988)

With Andrew Ridgeley
- Son of Albert (Columbia Records, 1990)

With Tasmin Archer
- Great Expectations (Capitol Records, 1992)

With Jimmy Nail
- Crocodile Shoes (East West Records, 1994)
- Crocodile Shoes II (East West Records, 1996)

With Gary Barlow
- Open Road (RCA Records, 1997)[16]
- Twelve Months, Eleven Days (RCA Records, 1999)[17]

With Lulu
- Together (Mercury Records, 2002)

With Judie Tzuke
- Left Hand Talking (Columbia Records, 1991)

With Melanie C
- Reason (Virgin Records, 2003)

With Lisa Stansfield
- The Moment (Edel, 2004)[18]

With Geri Halliwell
- Passion (EMI, 2005)[19]

## Sources
- Wishbone Ash personnel
- Phil Palmer Biography - Whereseric.com
- « Phil Palmer » (présentation), sur l'Internet Movie Database
- VibeMusic.com
- Phil Palmer Appears On Discography